# Kommunalvalen i Finland 1972
Kommunalval i Finland (dock inte Åland) hölls den 1 och 2 oktober 1972 för mandatperioden 1973-1976. Antalet röstberättigade var 3 306 615 och av dem deltog 2 501 841 eller 75,7 % i valet. Största parti blev socialdemokraterna, medan centern vann flest fullmäktigeplatser.
Kommunalvalen på Åland hade hållits 1971 och hölls nästa gång 1975.
Inga val hölls i kommunerna Houtskär, Iniö, Velkua och Aspö då det fanns lika många godkända kandidater som valbara platser i fullmäktige, och samtliga kandidater utsågs till fullmäktigeledamöter utan omröstning genom så kallat sämjoval.

## Bakgrund
Valet förrättades i enlighet med den nya kommunala vallagen som trädde i kraft 15 maj 1972 (361/72). Rätt att ställa upp i valet med kandidater hade dels Finlands registrerade partier samt valmansföreningar. Minst 10 röstberättigade i en kommun krävdes för att bilda en valmansförening.

## Valresultat
Nedanstående resultat ger en total sammanställning av valen i hela Finland. För resultatet i varje kommun för sig, se respektive kommunartikel.

| Parti eller valmansförening | Parti eller valmansförening                            | Röster             | Röster       | Röster | Röster | Mandatfördelning | Mandatfördelning |
| Parti eller valmansförening | Parti eller valmansförening                            | Antal              | Röstskillnad | %      | +− %   | Antal            | +−               |
| --------------------------- | ------------------------------------------------------ | ------------------ | ------------ | ------ | ------ | ---------------- | ---------------- |
|                             | Finlands Socialdemokratiska Parti                      | 676 387            | +135 937     | 27,1   | +3,2   | 2 533            | +182             |
|                             | Samlingspartiet                                        | 451 484            | +87 056      | 18,1   | +2,0   | 1 503            | +115             |
|                             | Centern i Finland                                      | 449 908            | +21 067      | 18,1   | -0,9   | 3 297            | -236             |
|                             | Demokratiska förbundet för Finlands folk               | 437 130            | +54 248      | 17,5   | +0,6   | 1 691            | -79              |
|                             | Svenska folkpartiet                                    | 130 136            | +3 234       | 5,2    | -0,4   | 647              | -107             |
|                             | Liberala folkpartiet                                   | 129 736            | +5 943       | 5,2    | -0,3   | 304              | -5               |
|                             | Finlands landsbygdsparti                               | 125 061            | −40 078      | 5,0    | -2,3   | 646              | -264             |
|                             | Finlands Kristliga Förbund                             | 49 877             | Ny           | 2,0    | Ny     | 134              | Ny               |
|                             | Arbetarnas och småbrukarnas socialdemokratiska förbund | 13 601             | −26 602      | 0,5    | -1,2   | 30               | -107             |
|                             | Privatföretagarnas Partiorganisation i Finland         | 4 664              | Ny           | 0,2    | Ny     | 1                | Ny               |
|                             | Övriga socialistiska valmansföreningar                 | 615                | +97          | 0,0    | 0,0    | 9                | +1               |
|                             | Övriga icke-socialistiska valmansföreningar            | 16 918             | −25 647      | 0,7    | -1,2   | 92               | -103             |
|                             | Fristående valmansföreningar                           | 6 452              | −13 636      | 0,3    | -0,6   | 118              | -54              |
| Antal giltiga röster        | Antal giltiga röster                                   | 2 491 969          | +234 478     | 100,0  |        | 11 005           | -661             |
| Ogiltiga röster             | Ogiltiga röster                                        | 9 872              |              |        |        |                  |                  |
| Totalt                      | Totalt                                                 | 2 501 841 (75,7 %) |              |        |        |                  |                  |

Valet i Enontekis kommun ogiltigförklarades i oktober 1972 av Högsta förvaltningsdomstolen på grund av felaktigheter i valet. Nytt val hölls den 29 och 30 juli 1973.